# سوريانس
سوريانس هو فيلسوف أفلاطوني محدث.
خلف فلوطرخس في مدرسة أثينا سنة 431 - 432 بعد الميلاد.

## المصدر
1. ↑  autori vari (1929), Enciclopedia Treccani (بالإيطالية), Istituto dell'Enciclopedia Italiana, QID:Q731361
2. ↑  Internet Philosophy Ontology project | Syrianus (بالإنجليزية), QID:Q6023365
3. ↑  بدوي، عبد الرحمن (1984). موسوعة الفلسفة - الجزء الأول (ط. الأولى). بيروت: المؤسسة العربية للدراسات والنشر. ص. 586.